# WLS-TV
WLS-TV (znana też jako ABC 7 Chicago) to najpopularniejsza lokalna stacja telewizyjna w Chicago. Stacja należy do sieci ABC i w jej ramach nadaje swoje programy.

## ABC 7 News
Największą popularnością cieszy się program informacyjny ABC 7 News nadawany pod tą nazwą od 1996 roku (wcześniej długi czas pod nazwą Eyewitness News). Według badań Nielsen'a z lutego 2011 główne wydanie programu osiąga wyższe wyniki oglądalności niż w konkurencyjnych stacjach.
Program w ciągu dnia ma kilka wydań:
- ABC7 News This Morning – wydanie poranne od 4.30 do 7.00
- ABC7 News at 11 – wydanie przedpołudniowe emitowane o 11.00
- ABC7 News at 4 – wydanie popołudniowe emitowane o 16.00
- ABC7 News at 5 – wydanie popołudniowe emitowane o 17.00
- ABC7 News at 10 – wydanie wieczorne emitowane o 22.00